# Calle de Quart
La calle de Quart es una vía pública de la ciudad española de Valencia.

## Descripción
La vía discurre desde la plaza del Tossal hasta la calle de Juan Llorens. Aparece descrita en el segundo tomo de la Valencia histórica y topográfica (1863) de Vicente Boix con las siguientes palabras:

Quarte (Calle de). Se entra por la de Caballeros y sale á la plaza de Santa Ursula. Así se la menciona en una providencia de 15 de Noviembre de 1658. Antes del ensanche de la capital, se hallaba esta calle, entonces arrabal, fuera de muros; de la misma manera que ahora existe mas allá de la puerta referida otro arrabal con el mismo nombre. De este arrabal habla una providencia del Mustasaf de 13 de Diciembre de 1658.
(Boix, 1863, pp. 138-139)